# 九龍湾
座標: 北緯22度19分 東経114度12分 / 北緯22.317度 東経114.200度

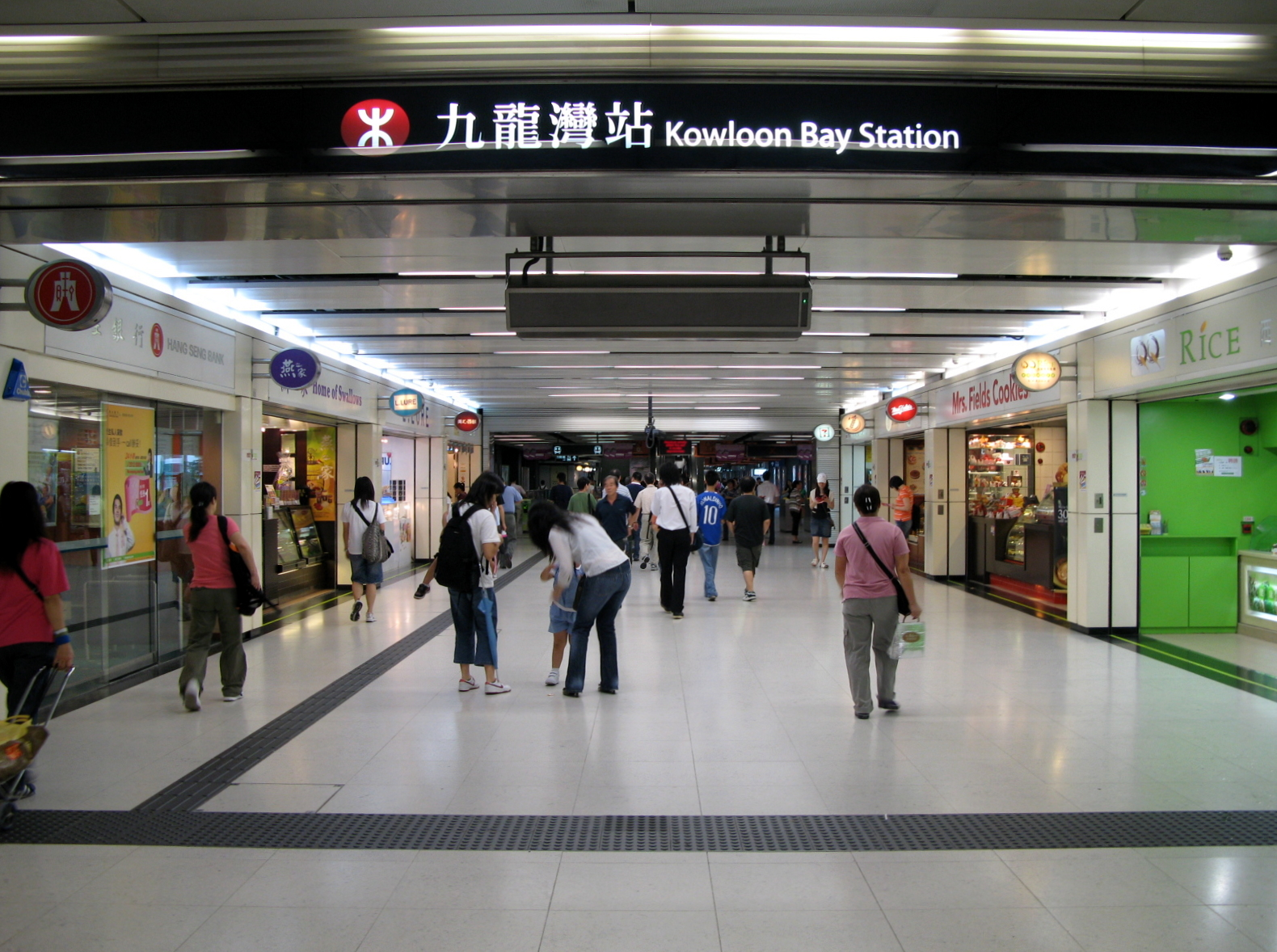
九龍湾駅の様子

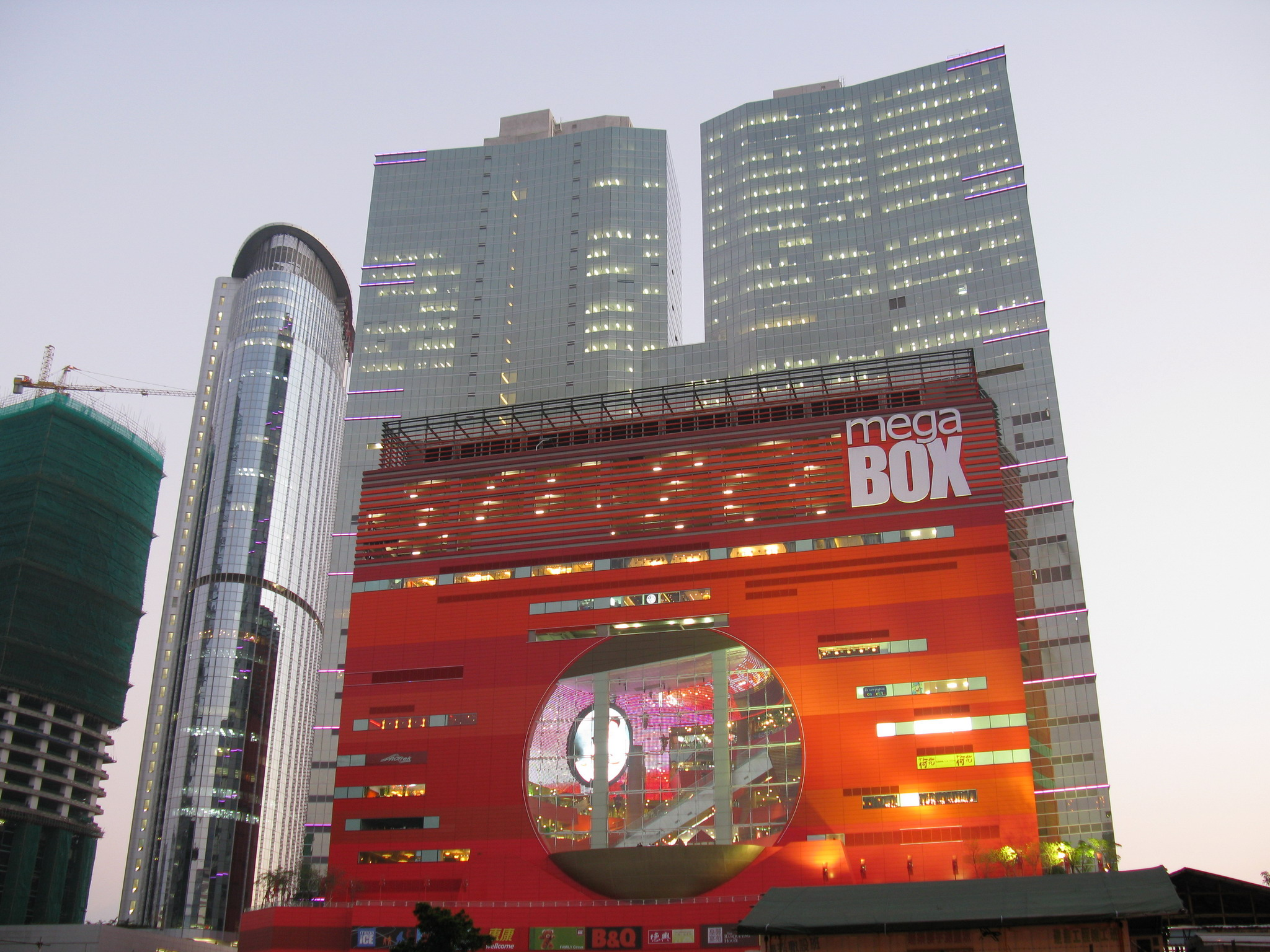
MEGABOX

九龍湾（きゅうりゅうわん、広東語読み: ガウロンワン、英語: Kowloon Bay）とは、香港の九龍東部の住宅地、商工業地域の事である。この地区の行政は、観塘区に属している。

## 定義
地形の湾としての九龍湾は、旧啓徳空港滑走路の西側の湾を指すが、街としての九龍湾は、旧空港東側の埋立地、かつ地下鉄観塘線九龍湾駅より西側の地域を指す。

## 歴史
かつては、旧啓徳空港に近い立地から、物流会社の倉庫が多く軒を連ねていたが、空港閉鎖後は、日系フォワーダー等を中心に、倉庫は荃湾、葵涌などの地域へ移転していた。
また工場が多く、地下鉄の車庫、バスの車庫などがある交通基地としての役割を果たしている。
香港全土のエレベーター、エスカレーターの点検、許認可権をもつ香港政府機関「機電工程署」の本部、「香港輔警総部」などの政府機関があり、広い平地を活用して運動場、公園、体育館などがよく整備されている。
また湾仔（広:ワンジャイ、英:ワンチャイ）の香港会議展覧センターができる前は、香港を代表する国際見本市会場であった「国際展貿中心」（Hong Kong International Trade & Exhibition Centre)は、ここにある。啓徳空港閉鎖後は、その地域をこの湾仔展覧中心と、チェクラプコク（新空港）のアジアエキスポに譲ることとなった。
そして、工場街、物流倉庫街としての顔を持つ九龍湾のイメージを変えたのは、一大ショッピングセンター「MEGABOX」（企業広場五期）の開店である。ここには、アイススケートリンクがあり、また、モスバーガー、ベスト電器など日系の店も進出して、いまや東九龍の話題のスポットのひとつにおり、香港在住の多くの日本人も、車などで買い物に訪れるほどの盛況ぶりとなっている。「MEGABOX」は、地下鉄九龍湾駅からはかなり離れているため、駅からは無料のシャトルバスが頻繁に運行している。
なお、モスバーガーは九龍湾のほか、香港では観塘の「apm」、旺角の「ランガムプレイス」、香港島太古城のジャスコ横に出店している。
九龍湾駅前には、また「徳福広場（テルフォードプラザ）」と呼ばれるショッピングモールがあり、駅と直結している。

## 主な建物

### 政府機関
- 職業訓練局九龍湾訓練中心
- 運輸署新九龍湾験車中心（日本の自動車検査場に相当する）
- 機電工程署本部など

### 商業および貿易施設
- 九龍湾・国際貿易展示場 (KITEC)（英語版）

### 娯楽施設
- 啓徳ゴルフ場